# Pilchówko
Pilchówko – osada w Polsce położona w województwie zachodniopomorskim, w powiecie łobeskim, w gminie Węgorzyno.
W latach 1975–1998 osada administracyjnie należała do województwa szczecińskiego.